# Isabel Aretz
 (mars 2025).

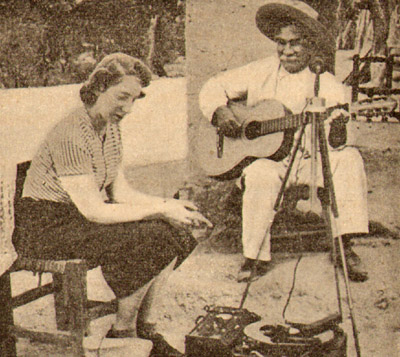
Isabel Aretz

Isabel Aretz, née à Buenos Aires le 13 avril 1909 et morte le 2 juin 2005 à San Isidro, est une compositrice et ethnomusicologue argentine naturalisée vénézuélienne.

## Biographie
- 1931-1933 : Étudie au Conservatoire national de musique de Buenos Aires en tant que pianiste et compositrice[2].
- 1935 : Obtient le premier prix municipal de composition en Argentine.
- 1937-1938 : Boursière grâce à Villa-Lobos pour étudier avec lui au Brésil l´orchestration.
- 1941-1951 : Étudie la musique traditionnelle argentine. Elle étudie l´anthropologie et le folklore et elle réalise sa première investigation de terrain avec Carlos Vega.
- 1952 : Établit sa résidence au Venezuela, mariée depuis 1947 avec Luis Felipe Ramon y Riviera.
- 1970  : Fonde l´INIDEF, institution dans laquelle enseignent de prestigieux ethnomusicologues et anthropologues européens et américains.
- 1997 : Se retire à Buenos Aires.

### Premières années
Née en plein centre ville de Buenos Aires, d'un père commerçant et d'une mère maîtresse de maison. Elle obtient le diplôme de l’École normale de musique de Buenos Aires à 15 ans. Elle entre ensuite au conservatoire national où elle travaille le piano et la composition avec Rafael Gonzales et Athos Palma (es). Après l’obtention de son diplôme en 1933, elle étudie l’ethnomusicologie avec Carlos Vega au Musée des sciences naturelles. En 1937, une bourse d’études lui permet d’aller au Brésil étudier avec Villa-Lobos. C’est en 1940 qu’elle effectue sa première mission de terrain qui lui permet de découvrir la musique traditionnelle du nord-ouest argentin, notamment dans les provinces de Tucuman, Catamarca, et surtout La Rioja:

### Venezuela
En 1947, elle part pour le Venezuela rejoindre son mari, l’ethnomusicologue vénézuélien Luis Felipe Ramon y Rivera, avec qui elle continuera pendant des années ses recherches, parcourant le pays en tous sens. 
Invité par Juan Liscano cette même année, elle organise la récente session musique du Service des Investigations Folkloriques.
En 1966, elle reçoit une bourse Guggenheim avec laquelle elle voyage au Mexique, Colombie, Équateur et Amérique Centrale transcrivant de nombreuses mélodies autochtones.
En 1968 elle obtient son Doctorat de Musicologie de l´Université Catholique Argentine à partir de ses travaux effectués à la Rioja.
Au Venezuela elle fonde l´Institut Intraméricain d´Ethnomusicologie et de Folklore (INIDEF), actuellement Fondation d´Ethnomusicologie et Folklore qu´elle préside entre 1990 et 1995 avec le support de l´Organisation des États américains (OEA).

## Œuvres
Liste non exhaustive:
- 1931, Sonata para piano, en Mi major.
- 1933, Alma curu, pour piano.
- 1954, Tres preludios negros, pour piano.
- 1957, Tocuyana. Suite de ballet pour voix et orchestre.
- 1972, Yekuana, pour huit voix, orchestre et bande magnétique (commande des Swingle Singers).
- 1972, Padre Libertador. Choral symphonique pour récitant, solistes vocaux, orchestre symphonique et bande magnétique.

## Écrits
- Música tradicional argentina: Tucumán, historia y folklore (Buenos Aires, 1946)[4].
- El folklore musical argentino (Buenos Aires, 1952)
- ‘Musicas pentatónicas en Sudamerica’, Archivos venezolanos de folklore, i (1952), 283–309
- Costumbres tradicionales argentinas (Buenos Aires, 1954)
- Manual de folklore venezolano (Caracas, 1957, 6/1980)
- with M. Cardona, L.F. Ramón y Rivera and G.L. Carrera: Panorama del folklore venezolano (Caracas, 1959)
- ed., with L.F. Ramón y Rivera: Folklore tachirense (Caracas, 1961–3)
- with L.F. Ramón y Rivera: Cantos navideños en el folklore venezolano (Caracas, 1962)
- ed., with A. Lloyd: Folk Songs of the Americas (London, 1965)
- ‘Raíces europeas de la música folklórica de Venezuela: el aporte indígena’, Music in the Americas: Bloomington, IN, 1965, 7–17
- Instrumentos musicales de Venezuela (Cumaná, 1967)
- La artesanía folklórica en Venezuela (Caracas, 1967, 2/1979)
- Música tradicional argentina: La Rioja (diss., Catholic U., Buenos Aires, 1967)
- ‘The Polyphonic Chant in South America’, JIFMC, xix (1967), 49–53
- ‘El folklore musical de Venezuela’, RMC, nos.104–5 (1968), 53–82
- ‘Cantos araucanos de mujeres’, Revista venezolana de folklore, 2nd ser., no.3 (1970), 73–104
- El tamunangue (Barquisimeto, 1970)
- El traje en Venezuela (Caracas, 1972, 2/1977)
- ed.: Améŕica Latina en su música (Mexico City, 1977)
- Música tradicional de La Rioja (Caracas, 1978)
- Instrumentos musicales para una Orquesta Latinoamericana (Caracas, 1983)
- Síntesis de la etnomúsica en América Latina (Caracas, 1983)
- Historia de la etnomusicología en América Latina: desde la época precolombina hasta nuestros días (Caracas, 1991)
- Música de los aborígenes de Venezuela (Caracas, 1991)
- La etnomúsica venezolana del siglo XX (Mérida, Venezuela, 1996)
- Literatura folklórica tachirense: Cuentos de Pedro Rimales (Caracas, 1996)